# 中嶋秀子
中嶋秀子（なかじま ひでこ、1936年3月12日　- 2017年12月1日）は、日本の俳人。

## 略歴
東京生まれ。本名・川崎三四子。夫は俳人の川崎三郎（1935-1984）。法政大学文学部日本文学科卒。『沖』に参加し、俳誌『響』を創刊、主宰した。1994年度現代俳句協会賞受賞。

## 著書
- 『花響』沖発行所 1974
- 『天仙果 句集』(現代俳句女流シリーズ) 牧羊社 1979
- 『命かぎり』(現代俳句女流シリーズ) 牧羊社 1985
- 『秀子自選句集』(現代俳句の一〇〇冊)現代俳句協会 1992
- 『アネモネ 中嶋秀子第六句集』牧羊社 1992
- 『定本陶の耳飾り 中嶋秀子第一句集』牧羊社 1992
- 『岸辺 句集』(「俳句研究」句集シリーズ) 富士見書房 1996
- 『花響 中嶋秀子句集 改訂版』ふらんす堂 1997
- 『黎明期の女流俳人』角川書店 2001
- 『約束の橋 句集』角川書店 2001
- 『玉響 句集』角川書店 2004
- 『季語別中嶋秀子句集』ふらんす堂 2005
- 『手毬花 中嶋秀子句集』角川書店 2008